# 蔡氏崖爬藤
蔡氏崖爬藤（学名：Tetrastigma tsaianum）为葡萄科崖爬藤属的植物，为中国的特有植物。分布在中国大陆的云南等地，生长于海拔1,750米的地区，一般生于林中，目前尚未由人工引种栽培。